# 葡萄条鳅
葡萄条鳅（学名：Nemacheilus putaoensis）为鳅科条鳅属的鱼类。分布于缅甸北部伊洛瓦底江上游以及云南盈江县马那邦的竭羊河、属伊洛瓦底江的一条支流等。该物种的模式产地在缅甸葡萄。

## 扩展阅读
維基物種上的相關：葡萄条鳅